# Rosetta (oprogramowanie)
Rosetta – cienka warstwa emulacji dla systemu OS X firmy Apple. Pozwala ona na uruchamianie aplikacji skompilowanych dla procesorów rodziny PowerPC na komputerach Apple wyposażonych w jednostkę główną firmy Intel. Rosetta oparta jest na technologii QuickTransit firmy Transitive Corporation i stanowi główną częścią strategii Apple przejścia komputerów Macintosh z procesorów PowerPC na procesory Intel. Przy pomocy Rosetty możliwe jest uruchomienie starszego oprogramowania dla systemów Mac OS X na nowych komputerach Apple bez jakichkolwiek modyfikacji. Rosetta jest zaimplementowana w wersjach systemu 10.4, 10.5, 10.6. W nowszych systemach Mac OS X Rosetty nie ma i nie można jej osobno doinstalować. 
W 2020 roku zaprezentowano Rosettę 2 wraz z systemem macOS Big Sur, umożliwiając uruchamianie aplikacji skompilowanych dla procesorów Intel na komputerach Apple wyposażonych w układy Apple Silicon.
Nazwa emulatora odnosi się do kamienia z Rosetty, którego badania pozwoliły na zrozumienie i odczytanie egipskich hieroglifów.